# Alberto Undiano Mallenco
Alberto Undiano Mallenco (Pamplona, 8 ottobre 1973) è un ex arbitro di calcio spagnolo.

## Carriera
Arbitro dal gennaio del 1990 ed internazionale dal 2004. Ha debuttato a soli 26 anni nella Liga il 10 settembre 2000 in Numancia - Oviedo stabilendo il record di arbitro più giovane ad arbitrare in Primera Division.
Dopo essere stato nominato arbitro internazionale nel 2004, la sua carriera conosce una rapida evoluzione: così nel 2006 dirige la semifinale al Campionato europeo di calcio Under-21 tra Francia e Paesi Bassi e nel 2007 fa il debutto in UEFA Champions League in occasione della partita Bayern Monaco-Spartak Mosca.
Sempre nel 2007, ha arbitrato la finale del mondiale U-20 Repubblica Ceca - Argentina. Nel 2008 viene promosso nella categoria Elite degli arbitri UEFA.
Nel dicembre 2008 ha partecipato al Mondiale per club in Giappone dirigendo la semifinale LDU Quito - Pachuca.
Nel settembre 2009 viene convocato, per la seconda volta, in vista del Campionato mondiale di calcio Under-20 in programma in Egitto, e poche settimane dopo è impegnato nell'andata dello spareggio per l'accesso ai Mondiali 2010 tra Costa Rica e Uruguay.
Ha preso il posto di Manuel Enrique Mejuto González nella lista degli arbitri pre-selezionati in vista dei Mondiali 2010 in Sudafrica, e successivamente (febbraio 2010), è ufficialmente convocato per la rassegna nel continente africano: qui dirige tre partite, ovvero Germania-Serbia, Corea del Nord-Costa d'Avorio e l'ottavo di finale Olanda-Slovacchia.
Nel maggio 2011 è chiamato ad arbitrare la finalissima di Coppa del Re tra Real Madrid e Barcellona.
Nell'aprile 2012 viene inserito dalla FIFA in una lista di 52 arbitri preselezionati per i Mondiali 2014.
Nel giugno del 2013 è selezionato dalla FIFA per prendere parte ai Mondiali Under 20 in Turchia. Nella circostanza viene designato per due partite: una della fase a gironi e poi un ottavo di finale.
Nel novembre 2013 viene designato dalla commissione arbitrale FIFA per dirigere l'andata di Islanda-Croazia, uno degli spareggi UEFA per l'accesso ai mondiali di Brasile 2014.
Nel gennaio 2014 non rientra nel novero degli arbitri selezionati per Brasile 2014, venendo così eliminato al taglio finale e lasciando il posto al connazionale Carlos Velasco Carballo.
Nel giugno 2019, agli ultimi giorni di attività arbitrale prima del ritiro, viene designato per dirigere la finale della prima edizione in assoluto della UEFA Nations League, il 9 giugno 2019 a Porto in Portogallo tra i padroni di casa e i Paesi Bassi.